# 木村武雄
木村 武雄（きむら たけお、1902年8月30日 - 1983年11月26日）は、日本の政治家。位階は正三位勲一等、勲章は旭日大綬章。
衆議院議員選挙に12回当選し、建設大臣、行政管理庁長官、北海道開発庁長官、国家公安委員会委員長なども務めた。ニックネームは木村元帥、放言居士。

## 来歴
山形県会議員を務めた木村忠三の次男として、山形県米沢市に生まれる。
1926年に明治大学法学部法律学科卒業後、同大学政治経済学部に学士入学し、1928年に卒業。米沢市議会議員、山形県議会議員を経て1936年の第19回衆議院議員総選挙に当時最年少の32歳で初当選。当初中立倶楽部に所属していたが、その後中野正剛率いる東方会に入党。さらに、石原莞爾率いる東亜連盟に属して東條政権にたてつき、1942年の翼賛選挙では非推薦で当選。
武雄の名を一躍有名にしたのが1943年3月6日の翼賛政治会代議士会における一騒動であった。木村は戦時刑事特別法中改正法律案委員会の理事として同改正案に反対の立場をとり代議士会でも真崎勝次や小山亮らとともに同委員会の浜野徹太郎委員長による事実と異なる報告に異議を唱えたが、翼政会総務で主流派の津雲国利が「そういうことはこの俺が許さん」と大手を広げて言ったので反主流派の中谷武世が「俺が許さんとは何を生意気な、津雲をやっつけろ」と叫びそれに応じて木村は津雲に飛び掛っていった。木村はこのことにより武闘派政治家としてその名が知られることになった。その後大日本政治会の結成には参加せず護国同志会に参加。
戦後日本自由党の結党に参加したが公職追放される。
1952年の第25回衆議院議員総選挙にて山形1区から返り咲き当選を果たし、政界復帰。保守合同後は佐藤栄作派（周山会）に所属。1967年に第2次佐藤内閣第1次改造内閣の行政管理庁長官兼北海道開発庁長官。他派の福田赳夫への政権移譲を画策する佐藤首相に対して、木村は自派の田中角栄への後継指名を要望し続けた。この執拗さに怒った佐藤は木村を派閥から「破門」すると言い渡すが、このことについて木村は「田中のために動けるよう恩情をかけてくれた」と言ってのけている。田中派が佐藤派から分離するとこれに属し、1972年に第1次田中角栄内閣の建設大臣兼国家公安委員会委員長に就任する。
1979年の第35回衆議院議員総選挙で落選したが、1980年の第36回衆議院議員総選挙で返り咲く。同年11月の秋の叙勲で、勲四等から勲一等に叙され、旭日大綬章を受章する。
1983年11月26日、糖尿病と肺炎で死去した。81歳没。同月29日、特旨を以て位記を追賜され、死没日付をもって正三位に叙された。追悼演説は翌1984年2月9日、衆議院本会議で渡辺三郎により行われた。
墓所は米沢市の真宗大谷派法因寺にある。

## 人物
「元帥」のニックネームで親しまれたが、上記のとおり軍歴はなく武雄の独特の風格から名付けられたものである。田中がロッキード事件で逮捕されると、「外国の金じゃないか、何が悪い」「指揮権を発動すべきところだった」と発言。他に「善幸（鈴木善幸）も、二階堂（二階堂進）も小物」と述べるなど人の意表をつく言動が目立った。西村英一とともに佐藤、田中両元首相に意見できる数少ない人物であった。

## 親族
兄の木村東介は美術商。東京・湯島天神下に羽黒洞を創立した。
次男の木村莞爾は、武雄が尊敬する石原から名付けられ、山形県議会議員を歴任した。また莞爾の長男で孫に当たる木村忠三も山形県議を務める。

## 著書
- 『ふるさとの歴史と人物を語る―上杉謙信 直江兼続 雲井竜雄』土屋書店、1968年。
- 『政界独言』土屋書店、1968年。
- 『世界の三人を語る : ド・ゴール 毛沢東 スハルト』土屋書店、1968年。
- 『ナポレオン レーニン 石原莞爾 : 近世史上の三大革命家』講談社、1971年。
- 『ヒトラー スターリン チャーチル : 世界争覇戦をやった三人の政治家』講談社、1971年。
- 『ドゴール・毛沢東・河本大作 : 世界の根性三人男』講談社、1972年。
- 『米沢そんぴんの詩―自伝』形象社、1978年。

ほか。